# 片岡篤志
片岡 篤志（かたおか あつし、1996年8月2日 - ）は、滋賀県出身の元プロ野球選手（投手）。右投右打。四国アイランドリーグplus、関西独立リーグの球団に所属していた。

## 経歴

### プロ入り前
軟式チームから高校は大津商業高校に進学。主戦級の投手であったが3年生の夏前に股関節を故障し、夏は登板できずに高校野球を終えた。大学は滋賀を離れ、千葉県の国際武道大学に進学。しかし、硬式野球部では全く目立つ存在でなく、球速は最速140km/h程度で、調子が悪いときは130km/hにも満たない程度だった。結局、ベンチ入りを一度も果たせないまま野球部を引退した。1年後輩に勝俣翔貴がいる。
高校、大学と低調に終わり、一般企業への就職後にクラブチームや草野球で野球を続けるつもりだった。しかし、野球部引退後に独自にトレーニングをしていたところ、球速が上昇。記念受験のつもりで独立リーグ・四国アイランドリーグplusの香川オリーブガイナーズをテストを受けると合格。もう一度本格的に野球に取り組もうと考えを変え、既に一般企業から内定をもらっていたものの断りを入れ、香川への入団を決意した。

### 独立リーグ時代
2019年4月24日に香川と練習生登録契約を結ぶ。のちに正式に選手登録されるが、5試合の登板にとどまる。これまで実戦経験がほとんどなかったことからマウンドで委縮してしまい、制球難を露呈した。契約更改では再度練習生登録契約となった。
2020年、香川では1試合のみ登板したのち、自ら退団を申し入れ、7月29日に任意引退。8月7日、別の独立リーグである関西独立リーグの堺シュライクスに入団。片岡自身は「最後のチャンスのつもり」として堺に入団した。堺では救援投手として活躍し、7試合に投げた時点で1セーブ、自責点1の防御率1.29の好調な成績を記録。これまで全くの無名選手だったが、突如として頭角を現したとNumber Webで取り上げられた。堺を通じて9月21日に行われた読売ジャイアンツの入団テストに参加し、テストでは最後まで残り、全選手の中でもトップクラスの球速を誇った。なお、10月20日の登板では救援に失敗して敗戦投手となっており、最終的な防御率は5点台であった。
2021年も引き続き堺に所属し、オープン戦には登板したものの公式戦には登板のないまま、4月27日に退団が発表された。「野球人生の最後をシュライクスで終えられて良かったです。応援ありがとうございました。」とコメントし、現役を引退した。その後、同年10月21日になり、前年に所属した四国アイランドリーグplusより「任意引退解除のお知らせ」が発表され、形の上では現役復帰が可能となった。

### 独立リーグ退団後
2022年から、滋賀県の社会人硬式野球クラブ・湖南ベースボールクラブでプレーしている。
2024年からは日本野球連盟に新規加盟したムラチグループ硬式野球部でプレーしている。

## 選手としての特徴・人物
最高球速は148km/h。堺入団後にはコンスタントに140km/h後半が出せるようになった。変化球はカーブ、スライダー、フォークを投げる。いいところを見せようとすると力んでしまうきらいがあり、コントロールに課題を抱えるが、堺入団後は制球力が増している。
スポーツライターの広尾晃は中学、高校、大学と肩、肘、腰を全く酷使しておらず、まだ伸びしろがある点がいいところと評価する。
香川2年目はNPB復帰を目指した歳内宏明の姿を見て、意識が変化したといい、同年に移籍した先の堺では真摯に野球に取り組んでいる。
独特なフォームで投げるティム・リンスカムに憧れを抱き、独立リーグ入団後につけていた背番号「55」はリンスカムを意識したものである。

## 詳細情報

### 独立リーグでの年度別投手成績
| 年 度    | 球 団    | 登 板 | 先 発 | 完 投 | 完 封 | 無 四 球 | 勝 利 | 敗 戦 | セ 丨 ブ | ホ 丨 ル ド | 勝 率 | 打 者 | 投 球 回 | 被 安 打 | 被 本 塁 打 | 与 四 球 | 敬 遠 | 与 死 球 | 奪 三 振 | 暴 投 | ボ 丨 ク | 失 点 | 自 責 点 | 防 御 率 | W H I P |
| -------- | -------- | ----- | ----- | ----- | ----- | -------- | ----- | ----- | -------- | ----------- | ----- | ----- | -------- | -------- | ----------- | -------- | ----- | -------- | -------- | ----- | -------- | ----- | -------- | -------- | ------- |
| 2019     | 香川     | 5     | 1     | 0     | 0     | 0        | 0     | 0     | 0        | 0           | .000  | 11    | 1.1      | 3        | 0           | 3        | -     | 2        | 0        | 0     | 0        | 4     | 2        | 13.50    | 4.50    |
| 2020     | 香川     | 1     | 0     | 0     | 0     | 0        | 0     | 0     | 0        | 0           | .000  | 4     | 0.1      | 0        | 0           | 1        | -     | 1        | 0        | 0     | 0        | 1     | 0        | 0.00     | 3.00    |
| 2020     | 堺       | 10    | -     | 0     | 0     | 0        | -     | 1     | 1        | -           | .000  | 35    | 6.1      | 6        | 0           | 7        | -     | 2        | 4        | 0     | -        | 5     | 4        | 5.68     | 2.05    |
| IL：2年  | IL：2年  | 6     | 1     | 0     | 0     | 0        | 0     | 0     | 0        | 0           | .000  | 15    | 1.2      | 3        | 0           | 4        | -     | 3        | 0        | 0     | 0        | 5     | 2        | 10.80    | 4.20    |
| KDL：1年 | KDL：1年 | 10    | -     | 0     | 0     | 0        | -     | 1     | 1        | -           | .000  | 35    | 6.1      | 6        | 0           | 7        | -     | 2        | 4        | 0     | -        | 5     | 4        | 5.68     | 2.05    |

- 2021年度シーズン終了時

### 背番号
- 55 （2019年 - 2020年）
- 88 （2021年）